# 刘俣
刘俣，宋朝政治人物。
刘俣曾于1174年接替陈明任华亭县知县一职，1176年由赵汝譓接任。